# Nazionale di bob della Grecia
La nazionale di bob della Grecia è la selezione che rappresenta la Grecia nelle competizioni internazionali di bob.
La squadra ha partecipato a tre edizioni dei Giochi olimpici invernali.

## Storia
L'idea di creare una squadra olimpica di bob è dovuta ad un avvocato statunitense di Minneapolis, Gregory Anton "Greg" Sebald che, guardando in televisione la partita di hockey USA-Italia su ghiaccio alle Olimpiadi invernali di Albertville 1992,, notò che molti hockeisti della nazionale italiana erano in realtà oriundi del Canada: pensò quindi che fosse divertente diventare un olimpionico, vista oltretutto la carenza di sportivi greci. Sebald cominciò così ad interessarsi al bob, incontrando poi a novembre il suo frenatore Marinos Christopoulos, studente dell'Università Aristotele di Salonicco che stava completando la formazione negli USA. Anche la sorella Greta Sebald iniziò a praticare lo slittino. Sebald volò a Calgary per partecipare al corso di pilotaggio, rimanendo impressionato dallo schianto della Nazionale di bob dell'Irlanda sulla pista dell'Olympia Park. Pur effettuando poche discese, i greci centrarono le qualificazioni per le Olimpiadi di Lillehammer 1994, dove giunsero al 34º posto su 43 equipaggi.
Sebald guidò la nazionale greca anche ai giochi di Nagano 1998, dove giunse 30° (su 38 squadre) nel bob a due con John-Andrew Kambanis, analista finanziario di Chicago. Il bob a quattro giunse al 31º posto (ultimo). I bobbisti accusarono poi la Federazione ellenica degli sport del ghiaccio (EOPAG) di aver trattenuto un finanziamento di 11.000 marchi tedeschi (pari a due milioni di dracme dell'epoca) ricevuto dalla FIBT nel maggio 1998.
John-Andrew Kambanis tornò alle Olimpiadi di Salt Lake City 2002, classificandosi 31º con il compagno Ioannis Leivaditis (su 38 equipaggi). Si deve a Kambanis anche la partecipazione della Nazionale di bob dell'Armenia agli stessi giochi invernali: cononosciuto per caso durante un matrimonio il californiano-armeno Dan Janjigian, lo convinse a praticare lo sport del bob, gareggiando poi in coppia con lo statunitense Yorgo Alexandrou (che ottenne appositamente la cittadinanza armena, pur essendo di origini greche).
Dopo i giochi statunitensi, i bobbisti greco-statunitensi chiesero un finanziamento di 80 milioni di dracme al governo greco, ricevendo alcune promesse dal ministro della cultura Evangelos Venizelos. Nel 2004 furono ingaggiati l'ex campione di atletica Drossos Gazis, il discobolo Alexander Ghanotakis e l'hockeista Alexander Thymaras; tuttavia ai Campionati mondiali di bob 2005 a Calgary gli equipaggi ellenici giunsero ultimi nel bob a due e a quattro. Le ultime apparizioni avvennero in tre tappe della Coppa del Mondo di bob 2006, dove non fu raggiunta la qualificazione alle Olimpiadi di Torino 2006.

## Partecipazione ai giochi olimpici invernali

### Bob a quattro uomini
| Anno | Città  | classifica | Composizione                                                                |
| ---- | ------ | ---------- | --------------------------------------------------------------------------- |
| 1998 | Nagano | 31°        | Greg Sebald, Tasos Papakonstantinou, Peter Kolotouros, John-Andrew Kambanis |

### Bob a due uomini
| Anno | Città          | classifica | Composizione                             |
| ---- | -------------- | ---------- | ---------------------------------------- |
| 1994 | Lillehammer    | 34°        | Greg Sebald, Marinos Christopoulos       |
| 1998 | Nagano         | 30°        | Greg Sebald, John-Andrew Kambanis        |
| 2002 | Salt Lake City | 31°        | John-Andrew Kambanis, Ioannis Leivaditis |